# Тадеуш Аркіт
Тадеуш Анджей Аркіт (пол. Tadeusz Andrzej Arkit; нар. 10 листопада 1955, Тенчинек) — польський політик і самоврядовець, інженер-гірник за освітою, посол сейму.

## Життєпис
Аркіт закінчив гірничий факультет Гірничо-металургійної академії (AGH) у Кракові в області підземного видобутку, магістр інженерної справи. Аркіт закінчив аспірантуру в коледжі банківських та фінансових наук у м. Катовиці (муніципальне управління фінансами) та у Варшавській школі економіки (стратегічний менеджмент у підрозділах місцевого самоврядування). З 1982 по 1998 рік працював майстром і зберігачем на шахті Яніна з дворічною перервою в 90-х роках, коли він сидів в уряді Лібйонжа.
У 1994 році Аркіт вступив у Спілку Свободи й безуспішно балотувався в списках до Сейму. У 1994—2002 роках був членом ради, а з 1994 по 1996 рр. — заступником бурмістра Лібйонжа. У 1998 році обраний бурмістром Лібйонж, перебував на посаді до 2007 року. У 2001 році він перейшов зі Спілк Свободи до Громадянської платформи. Працював в уряді Асоціації гірничих комун у Польщі.
На парламентських виборах 2007 року обраний послом до Сейму зі списку «Громадянська платформа» у виборчому окрузі «Хшанув», отримавши 9 836 голосів. На виборах 2011 року, починаючи з другої позиції у списку ГП, був переобраний з результатом 12 458 голосів. У 2015 році став головою правління окружної водонагрівальної та каналізаційної компанії в м. Хшанув, і водночас подав у відставку з проханням надати парламентський мандат на черговий термін повноважень.
Одружений, має трьох дітей.